# Ministero della difesa (Finlandia)
Il Ministero della difesa (finlandese: puolustusministeriö, in svedese: försvarsministeriet) è uno dei 12 ministeri che compongono il Governo della Finlandia. Il ministero è responsabile della politica di difesa nazionale, della sicurezza nazionale e della cooperazione internazionale in materia di politica di difesa della Finlandia. Il ministero è guidato da Antti Häkkänen, attuale ministro della difesa.
Il budget del Ministero della difesa per il 2018 è stato di 2.871.971.000 euro. A partire dal 2016, circa il 25% del bilancio della difesa è stato speso per il libro paga delle forze di difesa, il 20% per l'approvvigionamento di materiale e il 25% per altre spese operative.